# Puchar Zdobywców Pucharów w piłce siatkowej (1979/1980)
Puchar Europy Zdobywców Pucharów siatkarzy 1979/1980 – 8. sezon Puchar Europy Zdobywców Pucharów rozgrywanego od 1972 roku, organizowanego przez Europejską Konfederację Piłki Siatkowej (CEV) w ramach europejskich pucharów dla męskich klubowych zespołów siatkarskich "starego kontynentu".

## Drużyny uczestniczące
| Państwo        | Drużyna                |
| -------------- | ---------------------- |
| Austria        | Sokol Wiedeń           |
| Belgia         | VC Ruisbroek           |
| Czechosłowacja | Aero Odolena Voda      |
| Francja        | UC Montpellier         |
| Grecja         | Panathinaikos Ateny    |
| Hiszpania      | Industriales Madryt    |
| Holandia       | Quick Orion Doetinchem |
| Izrael         | Hapoel Kiryat Ata      |
| Jugosławia     | Ribnica Kraljevo       |
| RFN            | TSV 1860 Monachium     |
| Szwajcaria     | Chenoix Genewa         |
| Szwecja        | Tapper Göteborg        |
| Turcja         | Vinylex Stambuł        |
| Węgry          | SC Kecskeméti          |
| Włochy         | Panini Modena          |

## 1/8 finału
| Data | Drużyna 1              | Wynik | Drużyna 2              | Sety                            |
| ---- | ---------------------- | ----- | ---------------------- | ------------------------------- |
|      | Quick Orion Doetinchem | 2:3   | Panini Modena          |                                 |
|      | Panini Modena          | 3:0   | Quick Orion Doetinchem |                                 |
|      |                        |       |                        |                                 |
|      | Ribnica Kraljevo       | 3:0   | Industriales Madryt    |                                 |
|      | Industriales Madryt    |       | Ribnica Kraljevo       |                                 |
|      |                        |       |                        |                                 |
|      | Panathinaikos Ateny    |       |                        |                                 |
|      |                        |       |                        |                                 |
|      | Tapper Göteborg        |       | Sokol Wiedeń           |                                 |
|      | Sokol Wiedeń           | 2:3   | Tapper Göteborg        |                                 |
|      |                        |       |                        |                                 |
|      | Aero Odolena Voda      | 3:2   | VC Ruisbroek           | 15:11, 13:15, 15:5, 12:15, 15:4 |
|      | VC Ruisbroek           | 3:2   | Aero Odolena Voda      | 13:15, 15:9, 16:14, 10:15, 15:9 |
|      |                        |       |                        |                                 |
|      | TSV 1860 Monachium     | 3:0   | Hapoel Kiryat Ata      |                                 |
|      | Hapoel Kiryat Ata      | 0:3   | TSV 1860 Monachium     |                                 |
|      |                        |       |                        |                                 |
|      | Chenoix Genewa         | 0:3   | Vinylex Stambuł        |                                 |
|      | Vinylex Stambuł        | 3:0   | Chenoix Genewa         |                                 |
|      |                        |       |                        |                                 |
|      | SC Kecskeméti          | 3:1   | UC Montpellier         | 15:7, 10:15, 15:9, 15:11        |
|      | UC Montpellier         | 3:1   | SC Kecskeméti          | 16:14, 15:11, 8:15, 15:9        |

## Ćwierćfinały
| Data | Drużyna 1           | Wynik | Drużyna 2           | Sety |
| ---- | ------------------- | ----- | ------------------- | ---- |
|      | Ribnica Kraljevo    | 2:3   | Panini Modena       |      |
|      | Panini Modena       | 3:0   | Ribnica Kraljevo    |      |
|      |                     |       |                     |      |
|      | Tapper Göteborg     | 3:1   | Panathinaikos Ateny |      |
|      | Panathinaikos Ateny | 3:0   | Tapper Göteborg     |      |
|      |                     |       |                     |      |
|      | Aero Odolena Voda   | 3:1   | TSV 1860 Monachium  |      |
|      | TSV 1860 Monachium  | 1:3   | Aero Odolena Voda   |      |
|      |                     |       |                     |      |
|      | Vinylex Stambuł     | 3:1   | SC Kecskeméti       |      |
|      | SC Kecskeméti       |       | Vinylex Stambuł     |      |

## Turniej finałowy
Ateny
Wyniki
| Data  | Drużyna 1           | Wynik | Drużyna 2           | Sety                            |
| ----- | ------------------- | ----- | ------------------- | ------------------------------- |
| 07.03 | Panini Modena       | 3:0   | Aero Odolena Voda   | 17:15, 15:9, 15:9               |
| 07.03 | Panathinaikos Ateny | 3:1   | Vinylex Stambuł     | 6:15, 15:11, 15:12, 15:10       |
|       |                     |       |                     |                                 |
| 08.03 | Panini Modena       | 3:0   | Vinylex Stambuł     | 15:4, 15:11, 15:9               |
| 08.03 | Aero Odolena Voda   | 0:3   | Panathinaikos Ateny | 12:15, 10:15, 10:15             |
|       |                     |       |                     |                                 |
| 09.03 | Aero Odolena Voda   | 3:0   | Vinylex Stambuł     | 15:10, 15:6, 15:3               |
| 09.03 | Panini Modena       | 3:2   | Panathinaikos Ateny | 13:15, 15:6, 15:10, 12:15, 15:5 |

Tabela
| Lp. | Drużyna             | Pkt | Mecze | Mecze | Mecze | Sety | Sety | Sety  |
| Lp. | Drużyna             | Pkt | M     | W     | P     | wyg. | prz. | ratio |
| --- | ------------------- | --- | ----- | ----- | ----- | ---- | ---- | ----- |
| 1   | Panini Modena       | 6   | 3     | 3     | 0     | 9    | 2    | 4.500 |
| 2   | Panathinaikos Ateny | 5   | 3     | 2     | 1     | 8    | 4    | 2.000 |
| 3   | Aero Odolena Voda   | 4   | 3     | 1     | 2     | 3    | 6    | 0.500 |
| 4   | Vinylex Stambuł     | 3   | 3     | 0     | 3     | 4    | 8    | 0.500 |

Źródło: 
Zasady ustalania kolejności: 1. liczba zdobytych punktów; 2. wyższy stosunek setów; 3. wyższy stosunek małych punktów.
Punktacja: zwycięstwo – 2 pkt; porażka – 1 pkt

## Klasyfikacja końcowa
| Miejsce | Drużyna             |
| ------- | ------------------- |
| złoto   | Panini Modena       |
| srebro  | Panathinaikos Ateny |
| brąz    | Aero Odolena Voda   |
| 4.      | Vinylex Stambuł     |